# Melasina subacta
Melasina subacta är en fjärilsart som beskrevs av Edward Meyrick 1919. Melasina subacta ingår i släktet Melasina och familjen säckspinnare. Inga underarter finns listade i Catalogue of Life.